# Spanbroekmolenkrater

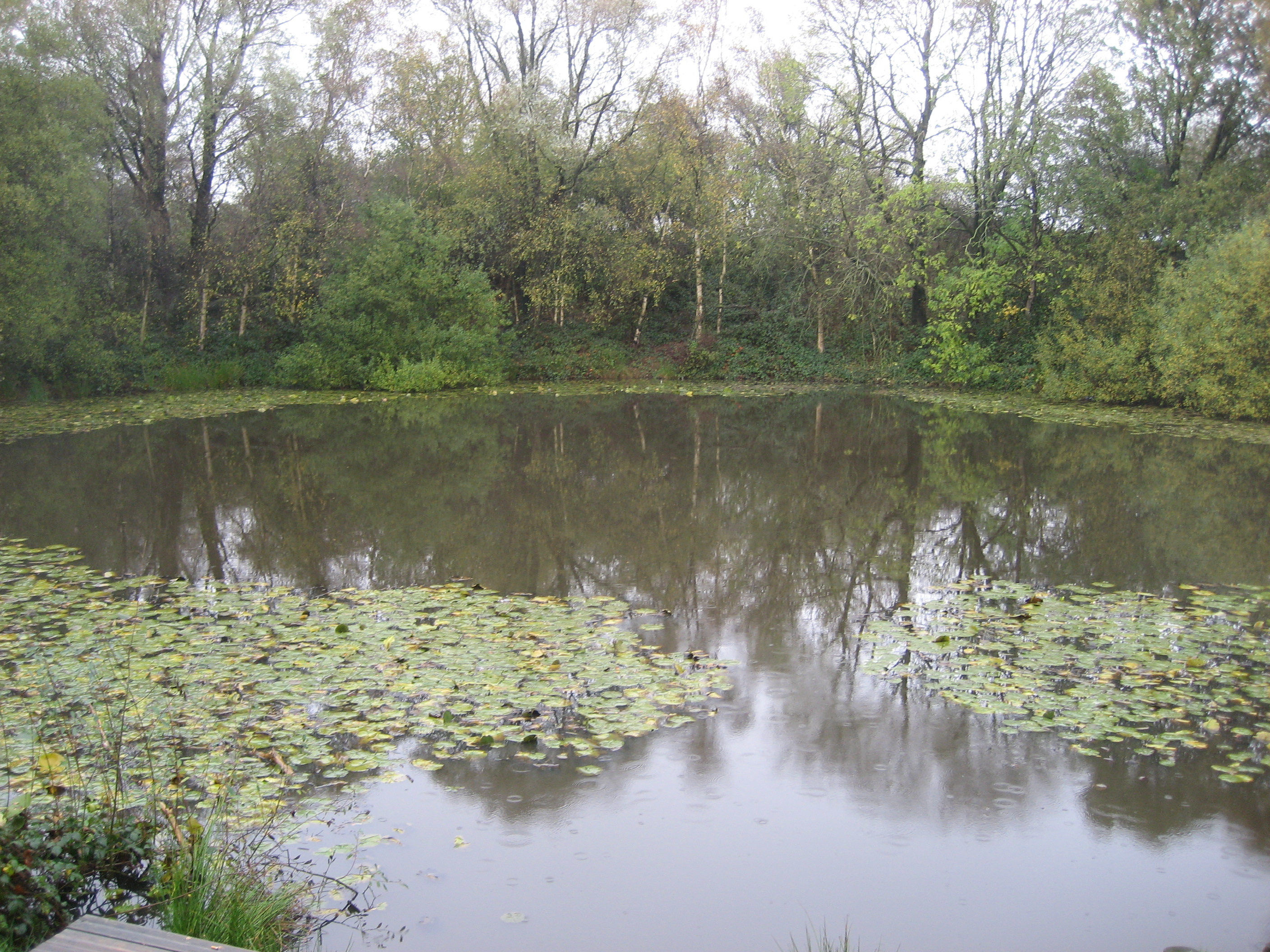
Pool of Peace

De Spanbroekmolenkrater, ook wel Pool of Peace genoemd, is een mijnkrater in het Belgische dorp Wijtschate. De krater is ontstaan in 1917 gedurende de Eerste Wereldoorlog tijdens de Tweede Slag om Mesen. In totaal zijn er 19 kraters ontstaan door de ontploffingen van een reeks mijnen tijdens deze slag, maar deze krater is de beroemdste.
Het gebied van deze slag lag rond de plaats Mesen, ten zuiden van Ieper, en was ter voorbereiding voor de Slag om Passendale, genoemd naar het dorp dat het aanvankelijke doel van de aanval was. Het doel van de geallieerden was om met de slag om Mesen het front bij Ieper rechter te trekken, zodat de aanval op Passendale een grotere kans op succes zou hebben.
In januari 1916 werd gestart met het graven van een tunnel van 520 m voor het plaatsen van 41314 kg ammonal. De graafwerken werden uitgevoerd door de 50th Tunnelling Company, de 3rd Canadian Tunnelling Company, de 175th Tunnelling Company en de 71st Tunnelling Company. Op 7 juni 1917 om 04:10 brachten de Britten tussen Hill 60 en The Birdcage ten zuidwesten van Waasten in totaal 19 dieptebommen tot ontploffing. Hier werd een krater geslagen van 27 m diep met een diameter van 129 m. Na bijna 100 jaar erosie is er nu in het landschap een vijver ontstaan van 12 m diep en een diameter van 76 m.
Eigenlijk was het de bedoeling om 24 mijnen te laten ontploffen maar één werd door de Duitsers onschadelijk gemaakt. Een tweede ontplofte niet, maar kwam op 17 juli 1955 door blikseminslag tot ontploffing. De drie andere liggen nog altijd in de buurt van The Birdcage onder de grond opgeslagen.
Rond de krater liggen een aantal Britse militaire begraafplaatsen, zoals de Lone Tree Cemetery en de Spanbroekmolen British Cemetery.
In 1992 werd de krater, genoemd naar de "spanbroekmolen" die ten ZW van Wijtschate stond, als monument beschermd.